# 蒂利卡佩勒
蒂利卡佩勒（法語：Tilly-Capelle）是法国北部-加来海峡大区加来海峡省的一个市镇，属于阿拉斯区厄尚县。该市镇2009年时的人口为159人。

## 人口
蒂利卡佩勒人口变化图示
| 数据来源：INSEE |